# Sarabetsu
Sarabetsu (japanska: 更別村?, Sarabetsu-mura) är en landskommun (by) i Hokkaido prefektur i Japan. Den ligger cirka 30 kilometer söder om staden Obihiro.